# ICD-10 Kapitel XIV - Sygdomme i urin- og kønsorganer
ICD-10 Kapitel XIV – Sygdomme i urin- og kønsorganer er det fjortende kapitel i ICD-10 kodelisten. Kapitlet indeholder sygdomme i urin- og kønsorganer.
| Kapitel XIV – Sygdomme i urin- og kønsorganer (N00-N99)                                           |
| N00-N08 - Glomerulære sygdomme                                                                    |
| ------------------------------------------------------------------------------------------------- |
| N00 - Akut nyrebetændelse                                                                         |
| N01 - Akut progredierende nyrebetændelse                                                          |
| N02 - Tilbagevendende og vedvarende blod i urinen                                                 |
| N03 - Kronisk nyrebetændelse                                                                      |
| N04 - Nefrotisk syndrom                                                                           |
| N05 - Nyrebetændelse UNS                                                                          |
| N06 - Isoleret protein i urinen med forandringer i nyrevævet                                      |
| N07 - Arvelig nyresygdom IKA                                                                      |
| N08 - Glomerulære sygdomme ved sygdomme klassificeret andetsteds                                  |
| N10-N16 - Tubulointerstitielle nyresygdomme                                                       |
| N10 - Akut tubulointerstitiel nefritis                                                            |
| N11 - Kronisk tubulointerstitiel nefritis                                                         |
| N12 - Tubulo-interstitiel nefritis UNS                                                            |
| N13 - Urinvejslidelser ved afløbshindring og tilbageløb i urinvejene                              |
| N14 - Tubulointerstitielle nyresygdomme forårsaget af lægemidler og tungmetaller                  |
| N15 - Andre tubulointerstitielle nyresygdomme                                                     |
| N16 - Tubulointerstitielle nyresygdomme ved sygdomme klassificeret andetsteds                     |
| N17-N19 - Nyreinsufficiens                                                                        |
| N17 - Akut nyreinsufficiens                                                                       |
| N18 - Kronisk nyreinsufficiens                                                                    |
| N19 - Nyreinsufficiens UNS                                                                        |
| N20-N23 - Urinvejssten                                                                            |
| N20 - Sten i nyre og urinleder                                                                    |
| N21 - Sten i nedre urinveje                                                                       |
| N22 - Urinvejssten ved sygdomme klassificeret andetsteds                                          |
| N23 - Nyrekolik UNS                                                                               |
| N25-N29 - Andre sygdomme i nyre og urinleder                                                      |
| N25 - Sygdomme ved nedsat tubulær nyrefunktion                                                    |
| N26 - Skrumpenyrer UNS                                                                            |
| N27 - Små nyrer af ukendt årsag                                                                   |
| N28 - Andre sygdomme i nyre og urinleder IKA                                                      |
| N29 - Andre sygdomme i nyre og urinleder ved sygdomme klassificeret andetsteds                    |
| N30-N39 - Andre sygdomme i urinvejene                                                             |
| N30 - Blærebetændelse                                                                             |
| N31 - Neuromuskulære funktionsforstyrrelser i urinblæren IKA                                      |
| N32 - Andre sygdomme i urinblæren                                                                 |
| N33 - Sygdomme i urinblæren ved sygdomme klassificeret andetsteds                                 |
| N34 - Urinrørsbetændelse og uretrasyndrom                                                         |
| N35 - Urinrørsforsnævring                                                                         |
| N36 - Andre sygdomme i urinrøret                                                                  |
| N37 - Sygdomme i urinrøret ved sygdom klassificeret andetsteds                                    |
| N39 - Andre sygdomme i urinvejene                                                                 |
| N40-N51 - Sygdomme i mandlige kønsorganer                                                         |
| N40 - Forstørret blærehalskirtel                                                                  |
| N41 - Betændelse i blærehalskirtlen                                                               |
| N42 - Andre sygdomme i blærehalskirtlen                                                           |
| N43 - Vandbrok og sædbrok                                                                         |
| N44 - Torsio testis                                                                               |
| N45 - Betændelse i testikel og bitestikel                                                         |
| N46 - Mandlig sterilitet                                                                          |
| N47 - Sygdomme i forhuden                                                                         |
| N48 - Andre sygdomme i penis                                                                      |
| N49 - Andre betændelsestilstande i de mandlige kønsorganer IKA                                    |
| N50 - Andre sygdomme i de mandlige kønsorganer                                                    |
| N51 - Sygdomme i mandlige kønsorganer ved sygdomme klassificeret andetsteds                       |
| N60-N64 - Sygdomme i brystkirtel                                                                  |
| N60 - Godartet dysplasi i brystkirtel                                                             |
| N61 - Ikke-puerperal betændelse i brystkirtel                                                     |
| N62 - Store bryster                                                                               |
| N63 - Knude i bryst UNS                                                                           |
| N64 - Andre sygdomme i brystkirtel                                                                |
| N70-N77 - Underlivsbetændelse                                                                     |
| N70 - Betændelse i æggeleder og æggestok                                                          |
| N71 - Betændelsestilstande i livmoderen, undtagen livmoderhalsen                                  |
| N72 - Betændelsestilstande i livmoderhalsen                                                       |
| N73 - Anden form for underlivsbetændelse                                                          |
| N74 - Underlivsbetændelse ved sygdom klassificeret andetsteds                                     |
| N75 - Sygdom i Bartholins kirtler                                                                 |
| N76 - Andre betændelsessygdomme i skede og ydre kvindelige kønsdele                               |
| N77 - Sår og betændelse i skede og ydre kvindelige kønsdele ved sygdomme klassificeret andetsteds |
| N80-N98 - Ikke-inflammatoriske sygdomme i kvindelige kønsorganer                                  |
| N80 - Endometriose                                                                                |
| N81 - Nedsynkning og fremfald af kvindelige kønsdele                                              |
| N82 - Fistler i kvindelige kønsorganer                                                            |
| N83 - Ikke-inflammatoriske sygdomme i æggestokke, æggeledere og parametrium                       |
| N84 - Polypper i kvindelige kønsorganer                                                           |
| N85 - Andre ikke-inflammatoriske sygdomme i livmoderen                                            |
| N86 - Sår og ektropi på livmoderhalsen                                                            |
| N87 - Celleforandringer i slimhinde på livmoderhalsen                                             |
| N88 - Andre ikke-inflammatoriske sygdomme i livmoderhalsen                                        |
| N89 - Andre ikke-inflammatoriske sygdomme i vagina                                                |
| N90 - Andre ikke-inflammatoriske sygdomme i kvindens ydre kønsdele                                |
| N91 - Manglende, sparsom og sjælden menstruation                                                  |
| N92 - Kraftig, hyppig og uregelmæssig menstruation                                                |
| N93 - Anden abnorm blødning fra livmoderen og vagina                                              |
| N94 - Smerter og andre tilstande forbundet med kvindelige kønsorganer og menstruation             |
| N95 - Klimakterielle tilstande                                                                    |
| N96 - Gentagne spontane aborter                                                                   |
| N97 - Kvindelig infertilitet                                                                      |
| N98 - Komplikationer til kunstig befrugtning                                                      |
| N99 - Andre sygdomme i urin- og kønsorganer                                                       |
| N99 - Tilstande i urin- og kønsorganer efter kirurgiske og medicinske indgreb IKA                 |

| Lægevidenskab | Spire Denne artikel om lægevidenskab er en spire som bør udbygges. Du er velkommen til at hjælpe Wikipedia ved at udvide den. |